# Framework Computer

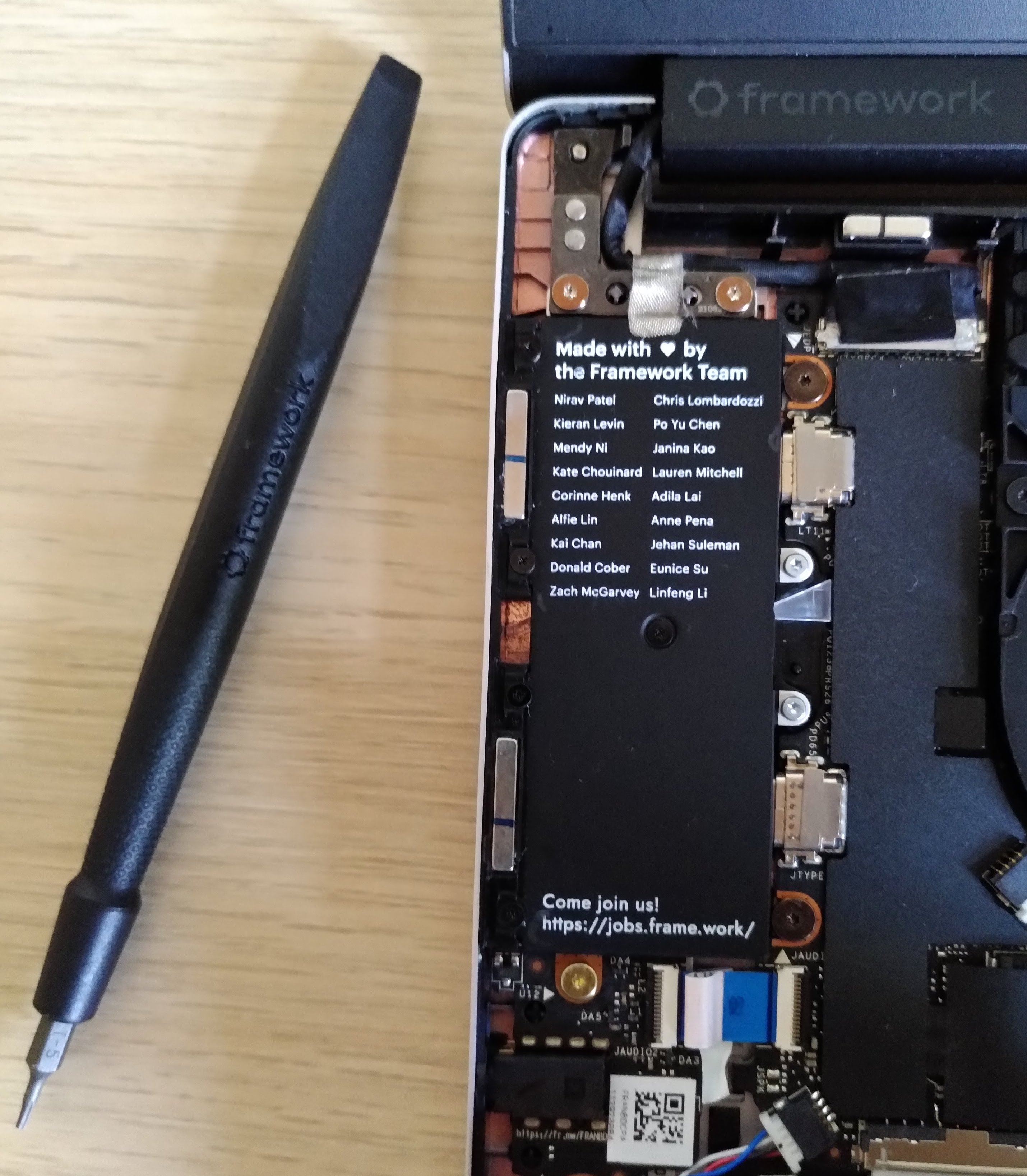
Noms des membres de l'équipe Framework imprimés sur une partie de l'ordinateur portable Framework.

Pour les articles homonymes, voir Framework (homonymie).
 (juillet 2023).
Si vous disposez d'ouvrages ou d'articles de référence ou si vous connaissez des sites web de qualité traitant du thème abordé ici, merci de compléter l'article en donnant les références utiles à sa vérifiabilité et en les liant à la section « Notes et références ».
 (juillet 2023).
Framework Computer est un fabricant américain d'ordinateurs portables, dont les appareils sont conçus pour être facilement démontables et leurs pièces remplaçables. L'entreprise défend le droit à réparer les appareils électroniques. Son approche a été saluée par Louis Rossmann (en), Linus Sebastian et Cory Doctorow. En novembre 2021, le magazine Time inclut le Framework Laptop dans sa liste des 100 meilleures inventions de l'année. En mars 2022, Fast Company l'inscrit sur sa liste des entreprises les plus innovantes de 2022.

## Histoire
En janvier 2020, la société a été fondée par Nirav Patel, qui occupait auparavant le poste de responsable du matériel chez Oculus. Au premier semestre 2021, la société a obtenu un financement de 9 millions de dollars lors d'un tour de table. En septembre 2021, Linus Sebastian a annoncé son investissement de 224 998,37 $ dans l'entreprise, après avoir précédemment fait l'éloge de l'ordinateur portable Intel Framework de 11e génération. En janvier 2022, la société a levé un financement supplémentaire de 18 millions de dollars lors d'un tour de table de série A, dirigé par Spark Capital (en).

## Produits

### Ordinateur portable Framework 13

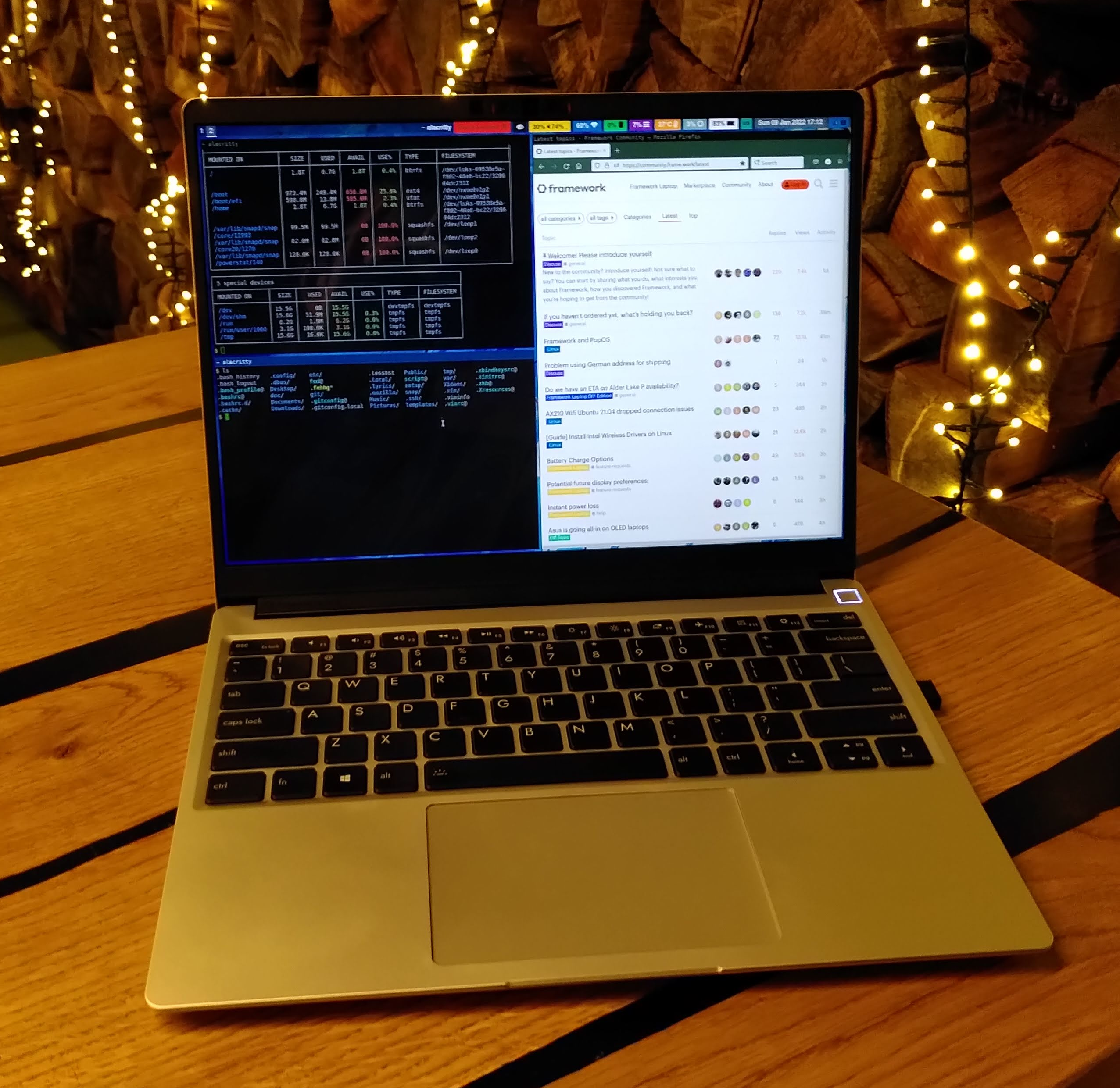
Ordinateur portable Framework 13

En juillet 2021, Framework a entamé la production de son premier produit, le Framework Laptop (connu rétroactivement sous le nom de Framework Laptop 13), équipé d'un processeur Intel Core i5 ou i7 de 11e génération, disponible aux États-Unis et au Canada. En décembre 2021, les précommandes du Framework Laptop ont été ouvertes au Royaume-Uni, en Allemagne et en France. En février 2022, la précommande a été rendue disponible pour l'Irlande, l'Autriche et les Pays-Bas. L'ordinateur portable Framework a obtenu une note parfaite de 10 sur 10 en matière de réparabilité selon iFixit. Le modèle standard du Framework Laptop est livré en tant qu'ordinateur portable entièrement assemblé, tandis que le Framework Laptop DIY Edition est fourni avec la mémoire vive, le stockage, le système d'exploitation et, dans la 11e génération, le module Wi-Fi désinstallés. Tous ces modules peuvent être commandés avec l'édition DIY moyennant des frais supplémentaires, ou laissés de côté et achetés séparément.
En mai 2022, la société a lancé son ordinateur portable Framework de deuxième génération, équipé d'un processeur Intel Core i5 ou i7 de 12e génération et livré avec un panneau arrière amélioré. Elle a également introduit un kit de mise à niveau de 12e génération, permettant aux utilisateurs de la génération précédente de mettre à niveau leurs ordinateurs portables. En septembre 2022, les précommandes sont devenues disponibles pour l'Australie.
En septembre 2022, la société a lancé une édition Chromebook fondée sur son modèle Intel de 12e génération, au prix de 999 $. Contrairement à l'ordinateur portable standard, les spécifications du Chromebook sont fixées : processeur i5-1240P, 8 Go de RAM et un SSD de 256 Go, tout en conservant la même évolutivité que l'ordinateur portable standard. Framework affirme que l'édition Chromebook offre des améliorations au niveau des haut-parleurs et de la batterie par rapport à l'ordinateur portable standard. Cependant, ZDNet décrit les haut-parleurs comme « étouffés » et considère la durée de vie de la batterie comme plutôt médiocre pour un Chromebook, selon les critiques d'Engadget et de PCMag.
Engadget et PCMag ont également critiqué le prix du Chromebook par rapport à d'autres modèles disponibles sur le marché, mais Engadget note que compte tenu des spécifications matérielles, le prix semble justifié.
En mars 2023, est annoncée la sortie d'une troisième génération d'ordinateur portable, qui intègre les derniers processeurs Intel Core et AMD Ryzen 7040 de 13e génération. Dans le cadre de cette mise à jour, la gamme d'ordinateurs portables Framework dotés d'un écran de 13,5 pouces a été renommée « Framework Laptop 13 ». Cette nouvelle version offre des performances améliorées et des fonctionnalités plus avancées, offrant aux utilisateurs une davantage de performance et de personnalisation.

#### Carte mère
En avril 2022, la société a partiellement ouvert sa carte mère, en mettant à disposition la documentation de CAO et électrique sur le marché. Elle a offert 100 cartes mères aux fabricants et développeurs.

#### Micrologiciel
Framework Laptop utilise un micrologiciel UEFI propriétaire issu de Insyde Software (en), ainsi qu'un micrologiciel de contrôleur intégré (EC) open source basé sur CrOS EC de Framework. En avril 2021, la société a mentionné que le micrologiciel open source était bien aligné sur sa mission. En janvier 2022, la société a ouvert son micrologiciel EC au public. La société personnalise le code source du micrologiciel UEFI qu'elle a acquis auprès d'Insyde Software pour répondre à ses besoins spécifiques en matière de micrologiciel. Le service Linux Vendor Firmware Service (LVFS) de la société, en collaboration avec Fwupd (en), est en phase de test. Quant à l'édition Framework Laptop Chromebook, elle utilise un firmware open source appelé coreboot.
| Carte mère                                      | Produit UEFI                 | Fournisseur de l'UEFI en amont | Version initiale de l'UEFI | Dernière version UEFI |
| ----------------------------------------------- | ---------------------------- | ------------------------------ | -------------------------- | --------------------- |
| Intel Core de 11e génération                    | Micrologiciel InsydeH2O UEFI | Logiciel interne               | 3.02                       | 3.17                  |
| Intel Core de 12e génération                    | Micrologiciel InsydeH2O UEFI | Logiciel interne               | 3.04                       | 3.04 ou 3.05,         |
| Intel Core de 13e génération                    | Micrologiciel InsydeH2O UEFI | Logiciel interne               | 3.03                       | 3.03                  |
| Édition Chromebook Intel Core de 12e génération | démarrage de base            |                                |                            |                       |

#### Batterie
La batterie initiale de 55 Wh a été critiquée pour ses performances médiocres. Ce problème a été résolu par la sortie d'une batterie de 61 Wh, disponible en option dans l'édition 2023 de l'ordinateur portable. Un examen d'Ars Technica a révélé que la durée de vie de la batterie de la carte mère Intel de 13e génération avait considérablement augmenté par rapport aux conceptions précédentes. Le test de batterie de PCMark a relevé une augmentation de 40 %, tandis que lors de l'exécution de HandBrake, la durée de vie de la batterie est restée pratiquement la même. Les utilisateurs qui ont effectué le test de durée de vie de la batterie avec la batterie 55 Wh de leur machine précédente ont constaté une amélioration de 13 % en passant à la batterie 61 Wh.
La batterie se décharge même lorsque l'ordinateur est complètement éteint dans la version UEFI 3.07 ou antérieure avec la carte mère Intel Core de 11e génération. Ce problème a été résolu ultérieurement dans la version non officielle UEFI 3.08.

#### Spécifications techniques
Étant donné que la majorité des composants des produits Framework sont conçus pour être personnalisables, ce tableau présente les spécifications standard disponibles au moment de l'achat. L'acheteur peut choisir parmi une sélection de configurations préétablies qui répondent à ses besoins.
| Modèle                 | Modèle                 | Ordinateur portable Framework 13 | Ordinateur portable Framework 13 | Ordinateur portable Framework 13 | Ordinateur portable Framework 13 | Chromebook |
| Modèle                 | Modèle                 | Intel 11e génération | Intel 12e génération | Intel 13e génération | Ryzen 7040 | Chromebook |
| ---------------------- | ---------------------- | --- | --- | --- | --- | --- |
| Timeline               | Annoncé                | Février 2021 | Mai 2022 | Mars 2023 | Mars 2023 | Septembre 2022 |
| Timeline               | Sortie                 | juillet 2021 | Août 2022 | Mai 2023 | prévu pour Q3 2023 | novembre 2022 |
| Timeline               | Fin de production      | Active | Active | Active | Active | Active |
| Motherboard            | CPU                    | i5-1135G7 i7-1165G7 i7-1185G7 | i5-1240P i7-1260P i7-1280P | i5-1340P i7-1360P i7-1370P | 7640U 7840U | i5-1240P |
| Motherboard            | Graphique              | Carte graphique intégrée Intel Iris Xe | Carte graphique intégrée Intel Iris Xe | Carte graphique intégrée Intel Iris Xe | Graphiques intégrés RDNA3 | Carte graphique intégrée Intel Iris Xe |
| Motherboard            | Type de mémoire        | DDR4-3200, 2 emplacements | DDR4-3200, 2 emplacements | DDR4-3200, 2 emplacements | DDR5-5600, 2 emplacements | DDR4-3200, 2 emplacements |
| Motherboard            | Capacité mémoire       | 8 Go (1 × 8 Go) Jusqu'à 2 × 32 Go à l'achat | 8 Go (1 × 8 Go) Jusqu'à 2 × 32 Go à l'achat | 8 Go (1 × 8 Go) Jusqu'à 2 × 32 Go à l'achat | 8 Go (1 × 8 Go) Jusqu'à 2 × 32 Go à l'achat | 1 × 8 Go |
| Motherboard            | Stockage               | 500 Go M.2 2280 NVMe Western Digital SN750 WD SN850X jusqu'à 4To à l'achat | 500 Go M.2 2280 NVMe Western Digital SN750 WD SN850X jusqu'à 4To à l'achat | 500 Go M.2 2280 NVMe Western Digital SN750 WD SN850X jusqu'à 4To à l'achat | 500 Go M.2 2280 NVMe Western Digital SN750 WD SN850X jusqu'à 4To à l'achat | 256 Go NVMe |
| Motherboard            | Refroidissement        | Dissipation nominale de 28 W, 2 caloducs de 5 mm et ventilateur de 65 mm | Dissipation nominale de 28 W, 2 caloducs de 5 mm et ventilateur de 65 mm | Dissipation nominale de 28 W, 2 caloducs de 5 mm et ventilateur de 65 mm | Dissipation nominale de 28 W, 2 caloducs de 5 mm et ventilateur de 65 mm | Dissipation nominale de 28 W, 2 caloducs de 5 mm et ventilateur de 65 mm |
| Display                | Taille                 | 285 × 190 mm, diagonale de 13,5" | 285 × 190 mm, diagonale de 13,5" | 285 × 190 mm, diagonale de 13,5" | 285 × 190 mm, diagonale de 13,5" | 285 × 190 mm, diagonale de 13,5" |
| Display                | Résolution             | 2 256 × 1 504 pixels 60 Hz (3:2) (de série) 2880 x 1920 pixels, 120 Hz (option) | 2 256 × 1 504 pixels 60 Hz (3:2) (de série) 2880 x 1920 pixels, 120 Hz (option) | 2 256 × 1 504 pixels 60 Hz (3:2) (de série) 2880 x 1920 pixels, 120 Hz (option) | 2 256 × 1 504 pixels 60 Hz (3:2) (de série) 2880 x 1920 pixels, 120 Hz (option) | 2 256 × 1 504 pixels 60 Hz (3:2) (de série) 2880 x 1920 pixels, 120 Hz (option) |
| Display                | Surface                | >400 nit, gamme de couleurs 100 % sRGB, brillant ou mat | >400 nit, gamme de couleurs 100 % sRGB, brillant ou mat | >400 nit, gamme de couleurs 100 % sRGB, brillant ou mat | >400 nit, gamme de couleurs 100 % sRGB, brillant ou mat | >400 nit, gamme de couleurs 100 % sRGB, brillant ou mat |
| Display                | Charnières             | 3,3 kg ou 4,0 kg ; 3,5 kg (2e gén.) | 3,3 kg ou 4,0 kg ; 3,5 kg (2e gén.) | 3,3 kg ou 4,0 kg ; 3,5 kg (2e gén.) | 3,3 kg ou 4,0 kg ; 3,5 kg (2e gén.) | 3,3 kg ou 4,0 kg ; 3,5 kg (2e gén.) |
| Input/Output           | Ports                  | 4 emplacements de carte d'extension configurables Connecteur audio TRRS 3,5 mm | 4 emplacements de carte d'extension configurables Connecteur audio TRRS 3,5 mm | 4 emplacements de carte d'extension configurables Connecteur audio TRRS 3,5 mm | 4 emplacements de carte d'extension configurables Connecteur audio TRRS 3,5 mm | 4 emplacements de carte d'extension configurables Connecteur audio TRRS 3,5 mm |
| Input/Output           | Dispositifs d'entrée   | Clavier Lite-On rétroéclairé à 78 touches, débattement de 1,5 mm Pavé tactile 115 × 76,6 mm d'une taille de cellule de 4 mm Lecteur d'empreintes digitales sur le bouton d'alimentation                                                                               | Clavier Lite-On rétroéclairé à 78 touches, débattement de 1,5 mm Pavé tactile 115 × 76,6 mm d'une taille de cellule de 4 mm Lecteur d'empreintes digitales sur le bouton d'alimentation                                                                               | Clavier Lite-On rétroéclairé à 78 touches, débattement de 1,5 mm Pavé tactile 115 × 76,6 mm d'une taille de cellule de 4 mm Lecteur d'empreintes digitales sur le bouton d'alimentation                                                                               | Clavier Lite-On rétroéclairé à 78 touches, débattement de 1,5 mm Pavé tactile 115 × 76,6 mm d'une taille de cellule de 4 mm Lecteur d'empreintes digitales sur le bouton d'alimentation                                                                               | Clavier Lite-On rétroéclairé à 78 touches, débattement de 1,5 mm Pavé tactile 115 × 76,6 mm d'une taille de cellule de 4 mm Lecteur d'empreintes digitales sur le bouton d'alimentation                                                                               |
| Input/Output           | Vidéo et audio         | Webcam 1920 × 1080 pixels, 1/6" OmniVision OV2740 et contrôleur RealTek RTS5853, objectif f/2 à quatre éléments, champ de vision 80° Deux microphones MEMS Pour plus de confidentialité, voyant d'alimentation de la caméra et interrupteurs d'alimentation matériels | Webcam 1920 × 1080 pixels, 1/6" OmniVision OV2740 et contrôleur RealTek RTS5853, objectif f/2 à quatre éléments, champ de vision 80° Deux microphones MEMS Pour plus de confidentialité, voyant d'alimentation de la caméra et interrupteurs d'alimentation matériels | Webcam 1920 × 1080 pixels, 1/6" OmniVision OV2740 et contrôleur RealTek RTS5853, objectif f/2 à quatre éléments, champ de vision 80° Deux microphones MEMS Pour plus de confidentialité, voyant d'alimentation de la caméra et interrupteurs d'alimentation matériels | Webcam 1920 × 1080 pixels, 1/6" OmniVision OV2740 et contrôleur RealTek RTS5853, objectif f/2 à quatre éléments, champ de vision 80° Deux microphones MEMS Pour plus de confidentialité, voyant d'alimentation de la caméra et interrupteurs d'alimentation matériels | Webcam 1920 × 1080 pixels, 1/6" OmniVision OV2740 et contrôleur RealTek RTS5853, objectif f/2 à quatre éléments, champ de vision 80° Deux microphones MEMS Pour plus de confidentialité, voyant d'alimentation de la caméra et interrupteurs d'alimentation matériels |
| Input/Output           | Sans fil               | Intel AX201 DIY edition: Intel AX210 | Intel AX211 | Intel AX210 | AMD RZ616 | |
| Input/Output           | Haut-parleurs          | Haut-parleurs stéréo 2 W (d'origine ou 80 dB) | Haut-parleurs stéréo 2 W (d'origine ou 80 dB) | Haut-parleurs stéréo 2 W (d'origine ou 80 dB) | Haut-parleurs stéréo 2 W (d'origine ou 80 dB) | Haut-parleurs stéréo 2 W (d'origine ou 80 dB) |
| Power                  | Batterie               | 55 Wh | 55 Wh | 55 Wh ou 61 Wh | 55 Wh ou 61 Wh | 55 Wh |
| Power                  | Batterie               | 80 % après 1000 cycles de charge-décharge | | | | |
| Power                  | Adaptateur inclus      | Commutateur en nitrure de gallium 60 W, connecteur USB-C | Commutateur en nitrure de gallium 60 W, connecteur USB-C | Commutateur en nitrure de gallium 60 W, connecteur USB-C | Commutateur en nitrure de gallium 60 W, connecteur USB-C | Commutateur en nitrure de gallium 60 W, connecteur USB-C |
| Dimensions             | Dimensions             | 297 × 229 × 15,9 mm, 1,3 kg (2,9 kg) | 297 × 229 × 15,9 mm, 1,3 kg (2,9 kg) | 297 × 229 × 15,9 mm, 1,3 kg (2,9 kg) | 297 × 229 × 15,9 mm, 1,3 kg (2,9 kg) | 297 × 229 × 15,9 mm, 1,3 kg (2,9 kg) |
| Système d'exploitation | Système d'exploitation | Windows pré-installé DIY edition: user-provided Windows or Linux | Windows pré-installé DIY edition: user-provided Windows or Linux | Windows pré-installé DIY edition: user-provided Windows or Linux | Windows pré-installé DIY edition: user-provided Windows or Linux | Chrome OS |

### Ordinateur portable Framework 16
Lors de l'événement promotionnel Next Level en mars 2023, le Framework Laptop 16 a été dévoilé, offrant une taille plus grande par rapport à ses prédécesseurs. Surnommé le "Saint Graal" des ordinateurs portables évolutifs pour les ingénieurs et les joueurs, il se distingue par sa nouvelle baie d'extension qui permet de connecter des composants PCIe, tels qu'un GPU dédié, offrant ainsi une flexibilité inégalée. En plus de cela, il offre également la possibilité de personnaliser le système de refroidissement de l'ordinateur portable selon les besoins de l'utilisateur, ce qui améliore les performances et la durabilité globale. Le Framework Laptop 16 ouvre de nouvelles perspectives pour les passionnés de technologie en leur offrant un degré élevé d'adaptabilité et de puissance, tout en préservant la philosophie de réparabilité et d'évolutivité qui est au cœur de la marque Framework.

#### Spécifications techniques
Étant donné que la plupart des composants des produits Framework sont conçus pour être reconfigurables, ce tableau présente les spécifications standard disponibles au moment de l'achat. Grâce à cette flexibilité, les clients peuvent choisir les composants qui correspondent le mieux à leurs exigences en matière de performances, de mémoire, de stockage, etc.
| Modèle                 | Modèle                 | Ordinateur portable Framework 16 |
| Modèle                 | Modèle                 | Ryzen 7040 |
| ---------------------- | ---------------------- | --- |
| Timeline               | Annoncé                | Mars 2023 |
| Timeline               | Sortie                 | Juillet 2023 |
| Timeline               | Fin de production      | Active |
| Motherboard            | CPU                    | 7840HS 7940HS |
| Motherboard            | Graphique              | Carte graphique intégrée 780M / Carte graphique dédiée RX 7700S |
| Motherboard            | Type de mémoire        | DDR5-5600, 2 emplacements |
| Motherboard            | Capacité mémoire       | Jusqu'à 2 x 32 Go |
| Motherboard            | Stockage               | 1 port M.2 2280 NVMe PCI-E Gen4 1 port M.2 2230 NVMe PCI-E Gen4 |
| Motherboard            | Refroidissement        | Dissipation nominale de 45 W, trois caloducs et deux ventilateurs de 75 mm |
| Display                | Taille                 | Diagonale de 16" |
| Display                | Résolution             | 2 560 × 1 600 pixels (16:10) |
| Display                | Surface                | 500 nits, gamme de couleurs 100 % DCI-P3, 165 Hz |
| Display                | Charnières             | 6,1 kg |
| Input/Output           | Ports                  | 6 emplacements de carte d'extension |
| Input/Output           | Dispositifs d'entrée   | Clavier Lite-On rétroéclairé à 78 touches, débattement de 1,5 mm, pavé tactile 122,6 × 76,6 mm Numpad rétroéclairé en option Macropad RGB de 24 touches en option Lecteur d'empreintes digitales sur le bouton d'alimentation |
| Input/Output           | Vidéo et audio         | Webcam 1920 × 1080 pixels, 1/6" OmniVision OV2740 et contrôleur RealTek RTS5853, objectif f/2 à quatre éléments, champ de vision 80° (1ère gen) Webcam 1920×1080 (pixel bining), 1/5,66" OmniVision OV08X40 et contrôleur RealTek RTS5879, objectif f/2 à cinq éléments, champ de vision de 87° (2e génération) Deux microphones MEMS Pour plus de confidentialité, voyant d'alimentation de la caméra et interrupteurs d'alimentation matériels |
| Input/Output           | Sans fil               | AMD RZ616 |
| Input/Output           | Haut-parleurs          | Haut-parleurs stéréo 3 W |
| Power                  | Batterie               | 85 Wh |
| Power                  | Batterie               | 80 % après 1000 cycles de charge-décharge |
| Power                  | Adaptateur inclus      | Commutateur en nitrure de gallium 180 W, connecteur USB-C |
| Dimensions             | Dimensions             | 356,58 × 270 × 17,95 mm, 2,1 kg (sans module graphique) \| 356,58 × 290,2 × 20,95 mm, 2,4 kg (avec module graphique) |
| Système d'exploitation | Système d'exploitation | Par défaut sans OS préinstallé, Windows préinstallé en supplément |

### Ordinateur portable Framework 12
Lors de l'événement promotionnel Framework (2nd Gen) Event en février 2025, le Framework Laptop 12 a été dévoilé, offrant une taille plus compacte, une gamme tarifaire annoncée moins chère et un écran tactile sur lequel le stylet est utilisable. L'argument principal étant un produit accessible sans lésiner sur la puissance.
Destiné à un public plus large, ce modèle adopte un design hybride convertible 2-en-1 grâce à une charnière permettant une rotation à 360°, transformant l’ordinateur en tablette. Framework met en avant une réparabilité et une modularité optimales, rendant ce modèle plus accessible aux utilisateurs souhaitant un appareil évolutif et durable.

#### Spécifications techniques
Étant donné que la plupart des composants des produits Framework sont conçus pour être reconfigurables, ce tableau présente les spécifications standard disponibles au moment de l'achat. Grâce à cette flexibilité, les clients peuvent choisir les composants qui correspondent le mieux à leurs exigences en matière de performances, de mémoire, de stockage, etc.
| Modèle                 | Modèle                 | Ordinateur portable Framework 12                                  | Ordinateur portable Framework 16                                           |
| Modèle                 | Modèle                 | Intel 13e génération                                              | Ryzen 7040                                                                 |
| ---------------------- | ---------------------- | ----------------------------------------------------------------- | -------------------------------------------------------------------------- |
| Timeline               | Annoncé                | Février 2025                                                      | Mars 2023                                                                  |
| Timeline               | Sortie                 | Mi-2025                                                           | Juillet 2023                                                               |
| Timeline               | Fin de production      | Active                                                            | Active                                                                     |
| Motherboard            | CPU                    | Intel Core i3 / i5 (13e génération)                               | 7840HS / 7940HS                                                            |
| Motherboard            | Graphique              | Intel Iris Xe intégré                                             | Carte graphique intégrée 780M / Carte graphique dédiée RX 7700S            |
| Motherboard            | Type de mémoire        | DDR5-5200, 2 emplacements                                         | DDR5-5600, 2 emplacements                                                  |
| Motherboard            | Capacité mémoire       | Jusqu'à 2 x 24 Go                                                 | Jusqu'à 2 x 32 Go                                                          |
| Motherboard            | Stockage               | 1 port M.2 2230 NVMe PCI-E Gen4                                   | 1 port M.2 2280 NVMe PCI-E Gen4 1 port M.2 2230 NVMe PCI-E Gen4            |
| Motherboard            | Refroidissement        | Information inconnue                                              | Dissipation nominale de 45 W, trois caloducs et deux ventilateurs de 75 mm |
| Display                | Taille                 | Diagonale de 12,2"                                                | Diagonale de 16"                                                           |
| Display                | Résolution             | 1 920 × 1 200 pixels (16:10)                                      | 2 560 × 1 600 pixels (16:10)                                               |
| Display                | Surface                | 400 nits, gamme de couleurs 100 % sRGB, 120 Hz                    | 500 nits, gamme de couleurs 100 % DCI-P3, 165 Hz                           |
| Display                | Charnières             | 360° convertible                                                  | 180° classique                                                             |
| Input/Output           | Ports                  | Nomre d'emplacements de carte d'extension inconnu                 | 6 emplacements de carte d'extension                                        |
| Input/Output           | Dispositifs d'entrée   | Information inconnue                                              | Clavier rétroéclairé à 78 touches, numpad et macropad RGB en option        |
| Input/Output           | Vidéo et audio         | Webcam 1920 × 1080 pixels                                         | Webcam 1920×1080, champ de vision 87°, microphones MEMS                    |
| Input/Output           | Sans fil               | Wi-Fi 6E, Bluetooth 5.2                                           | AMD RZ616                                                                  |
| Input/Output           | Haut-parleurs          | Information inconnue                                              | Haut-parleurs stéréo 3 W                                                   |
| Power                  | Batterie               | Information inconnue                                              | 85 Wh                                                                      |
| Power                  | Batterie               | Information inconnue                                              | 80 % après 1000 cycles de charge-décharge                                  |
| Power                  | Adaptateur inclus      | Information inconnue                                              | Commutateur en nitrure de gallium 180 W, connecteur USB-C                  |
| Dimensions             | Dimensions             | Information inconnue                                              | 356,58 × 270 × 17,95 mm, 2,1 kg (sans module graphique)                    |
| Système d'exploitation | Système d'exploitation | Par défaut sans OS préinstallé, Windows préinstallé en supplément | Par défaut sans OS préinstallé, Windows préinstallé en supplément          |

### Framework Desktop
Le Framework Desktop est un ordinateur de bureau modulaire et personnalisable développé par Framework. Conçu pour être compact tout en offrant des performances élevées, il repose sur les processeurs Ryzen AI Max d'AMD et suit les standards de l'industrie pour assurer une compatibilité maximale.

#### Conception et personnalisation
Le Framework Desktop suit la philosophie de Framework par sa modularité et sa personnalisation. Il adopte un format mini-ITX, qui permet de le loger dans divers boîtiers compatibles. L'utilisateur peut assembler lui-même son système, en ajoutant ses propres stockage et système d'exploitation (Windows ou Linux). Le boîtier est disponible en version opaque ou translucide, son panneau avant est personnalisable à l'aide de tuiles de couleur interchangeables. Les plans du boîtier sont open source, permettant aux utilisateurs d'imprimer leurs propres designs.

#### Spécifications techniques
Le Framework Desktop est disponible en plusieurs configurations.
| Modèle   | CPU                             | GPU                | RAM                     | TDP        |
| -------- | ------------------------------- | ------------------ | ----------------------- | ---------- |
| Max 385  | 8 cœurs / 16 threads (5.0 GHz)  | 32 cœurs (2.8 GHz) | 32 Go LPDDR5x           | 45W - 120W |
| Max+ 395 | 16 cœurs / 32 threads (5.1 GHz) | 40 cœurs (2.9 GHz) | 64 Go ou 128 Go LPDDR5x | 45W - 120W |

Le processeur Ryzen AI Max+ 395, qui équipe la version la plus avancée, dispose des caractéristiques suivantes :
- 16 cœurs Zen 5 / 32 threads ;
- fréquence boost jusqu'à 5,1 GHz ;
- 16 Mo de cache L2 / 64 Mo de cache L3 ;
- GPU Radeon 8060S (40 cœurs, 2900 MHz) ;
- 126 TOPS d'IA (dont 50 TOPS NPU).

L'enveloppe thermique est configurable entre 45 W et 120 W, et le processeur supporte les technologies DirectX 12, DisplayPort 2.1, HDMI 2.1 et AMD FreeSync. Il est compatible avec Windows 11 et diverses distributions Linux (Ubuntu, RHEL).

#### Performances et usages
Le Framework Desktop vise à offrir des performances élevées dans un format compact (4,5 litres). Il est conçu pour le gaming, le montage vidéo, la recherche en intelligence artificielle et le travail en station de travail. Son GPU intégré permet de faire tourner des jeux récents en 1440p à plus de 60 images par seconde, et son NPU est conçu pour exécuter localement des modèles d'IA comme LLaMA 3.3 70B.

#### Disponibilité et prix
Les précommandes ont ouvert en 2025, à partir de 1099 dollars pour la version de base et jusqu'à 1999 dollars pour la version haut de gamme. La carte mère seule est également disponible à partir de 799 dollars.

### Carte d'expansion
Une caractéristique essentielle de l'ordinateur portable Framework est son système de cartes d'extension, qui constitue la principale interface d'entrée-sortie de l'appareil. Dans sa configuration de base, l'ordinateur portable est équipé d'emplacements intégrés contenant des ports USB-C prêts à être utilisés. Ces emplacements peuvent être connectés à une gamme de cartes interchangeables offrant des fonctionnalités telles que USB-C, USB-A, DisplayPort 1.4, HDMI 2.0b, extension de stockage de 256 Go, extension de stockage de 1 To, MicroSD et Ethernet 2,5 GbE.
L'ordinateur portable Framework 13 peut accueillir jusqu'à quatre cartes d'extension, tandis que l'ordinateur portable Framework 16 peut en accueillir jusqu'à six. Cette flexibilité permet aux utilisateurs de personnaliser leur expérience en ajoutant les fonctionnalités spécifiques dont ils ont besoin.
Dans un souci de favoriser le développement de cartes d'extension personnalisées, la société a lancé un programme dédié qui met à disposition du public une documentation complète, des modèles de CAO et des conceptions de référence pour les cartes d'extension. Toutes ces ressources sont disponibles sous des licences open source, offrant ainsi une grande liberté aux développeurs et aux utilisateurs pour créer et adapter les cartes selon leurs besoins.
En 2025, Framework a introduit de nouvelles cartes d'expansion USB-C translucides, ainsi que le One Key Module, qui permet aux développeurs de concevoir des dispositions de clavier personnalisées pour le Framework Laptop 16. Ce module devrait arriver sur le Framework Marketplace plus tard dans l'année. 

## Site de vente
Le Framework Marketplace est un service de boutique en ligne hébergé sur le site Web de Framework, proposant principalement des pièces et des outils destinés à la mise à niveau et à la réparation de l'ordinateur portable Framework. Parmi les produits disponibles, on trouve des cartes mères de remplacement, des batteries, des assemblages d'écran complets, de la RAM et des disques de stockage. En plus de ces pièces essentielles, le marché propose également des options de personnalisation, telles que des cadres d'écran, des dispositions de clavier et des cartes d'extension.
Grâce au Framework Marketplace, les utilisateurs ont la possibilité de trouver facilement les pièces nécessaires pour améliorer ou réparer leur ordinateur portable Framework, offrant ainsi une plus grande durabilité et une plus grande flexibilité dans l'évolution de leur appareil en fonction de leurs besoins spécifiques.

## Projets de tiers

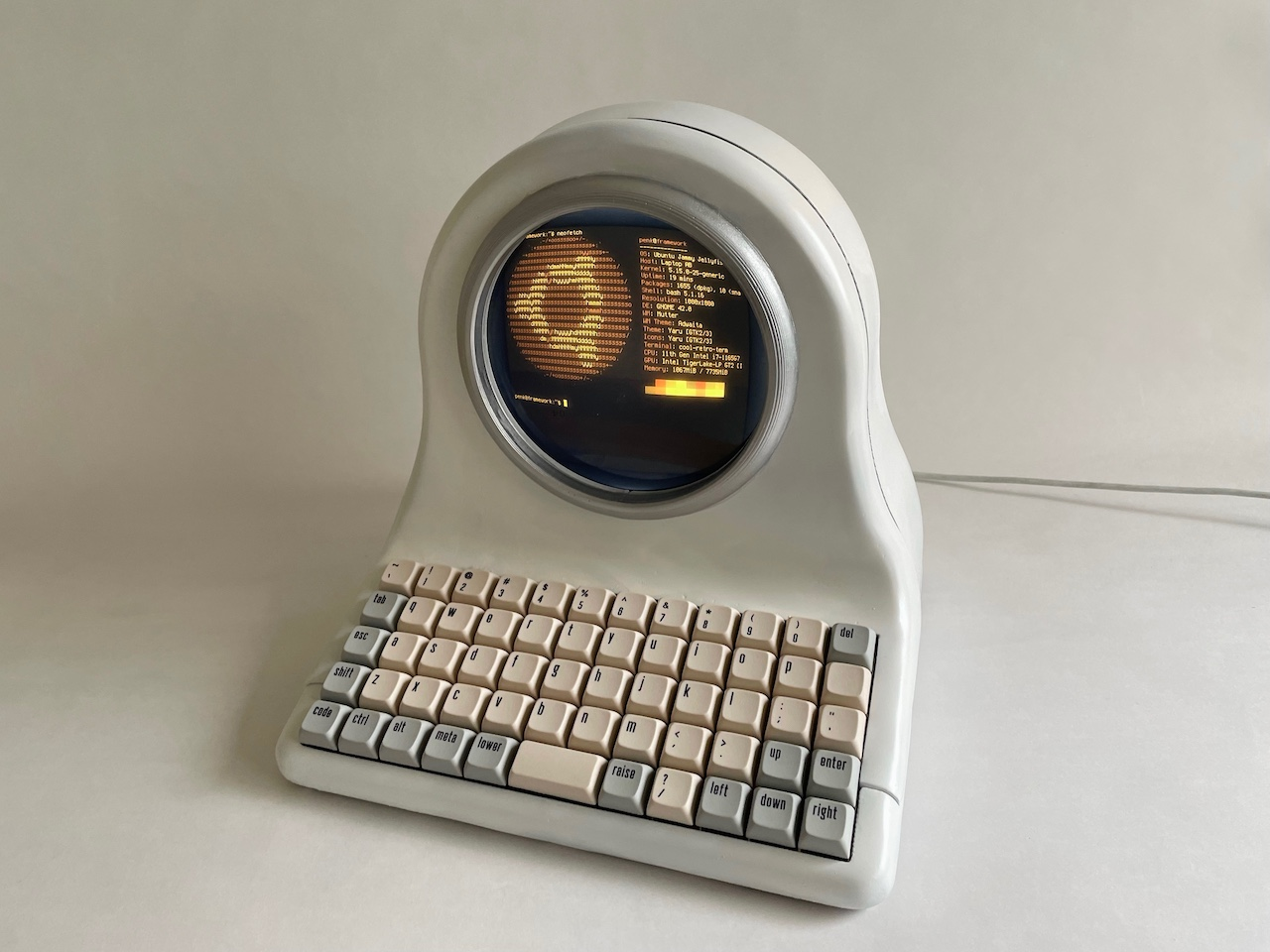
Mainboard Terminal, un PC à écran rond de style rétro qui utilise la carte mère du Framework avec Ubuntu.

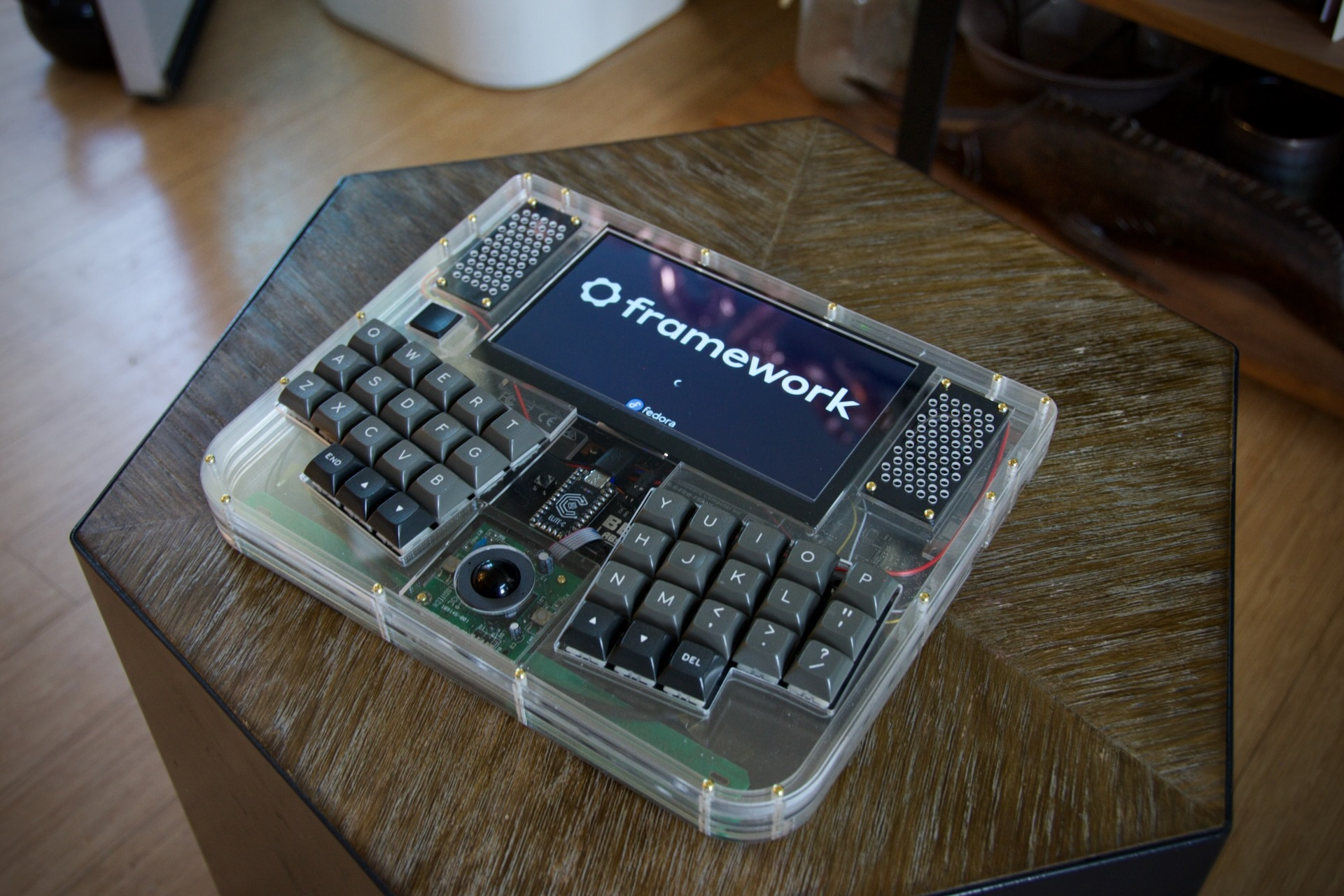
Framedeck, un cyberdeck basé sur une carte mère Framework avec de l'acrylique transparent et du laiton influencé par TRS-80 Model 100.

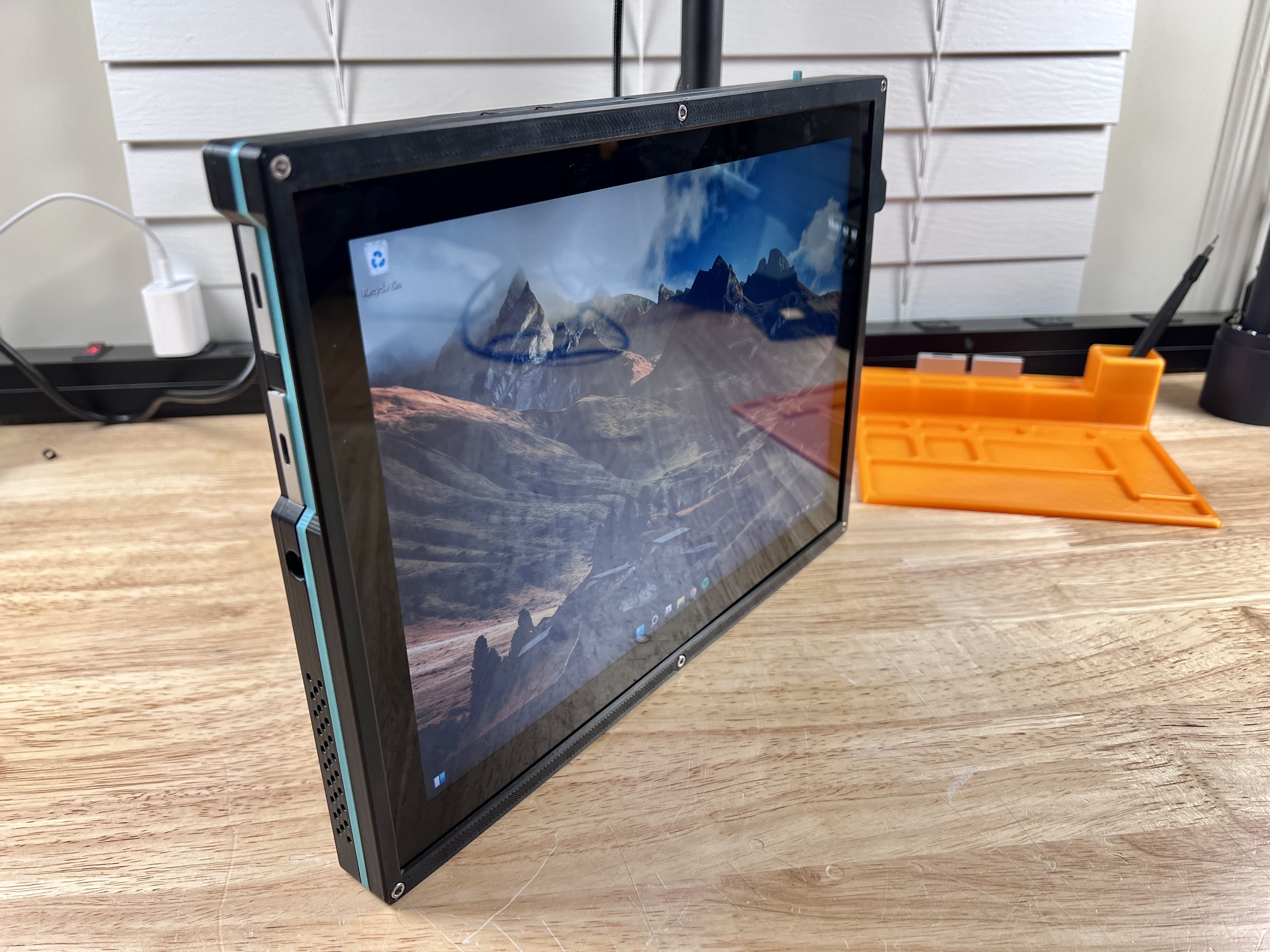
Framework-Tablet, un étui de tablette imprimable en 3D pour Framework Laptop.

L'écosystème Framework permet aux entreprises tierces et aux particuliers de réaliser leurs projets en utilisant les ressources et les composants disponibles. Ils peuvent développer des solutions personnalisées, créer des cartes d'extension spécifiques et contribuer à l'expansion de l'écosystème Framework. Cet environnement favorise la collaboration et l'innovation au sein de la communauté Framework.
En décembre 2022, Framework a rejoint Printables.com en tant que marque, mettant en avant les projets communautaires dans le domaine de l'impression 3D. Cette collaboration permet à la communauté Framework de partager et d'accéder à des modèles d'impression 3D, renforçant ainsi l'échange et l'innovation au sein de la communauté.

### Décoration
- Skins et housses pour ordinateur portable [11],[12]
- Film protecteur d'écran [13]
- Arts et fonds d'écrans [14]

### Gestion des pièces
- Module
- Compartiments d'extension

### Carte d'extension
- Carte d'extension chargeur magnétique [15],[16]
- Carte d'extension des molettes de défilement [17]
- Carte d'extension UART [18]
- Solokeys [19] Carte d'extension Solo V2 [20],[21]

#### Matériel utilisant une carte d'extension
- Box, une alternative matérielle pour le stockage en nuage qui utilise des cartes d'extension Framework[22],[23].

### Basé sur la carte mère
- CJ64, un PC à clavier de type cyberdeck qui réutilise la carte mère de l'ordinateur portable Framework [24],[25],[26],[27],[16]
- Mainboard Terminal, un PC à écran rond de style rétro qui utilise la carte mère du Framework Laptop[28],[29].
- Framedeck, un cyberdeck (construit autour d'une carte mère Framework) constitué d'acrylique transparent et de laiton, influencé par TRS-80 Model 100[30],[31].
- Une tablette qui utilise des pièces du Framework dont la carte mère[32]. Framework-Tablet, un étui pour tablette imprimable en 3D[33],[34],[35].
- FrameStation, un boîtier de console de jeu moderne pour la carte mère Framework[36].
- Framework Desktop Case Adapter, un support imprimable en 3D pour adapter une carte mère Framework aux cartes mères et boîtiers ATX et MicroATX[37].
- Framework Test Bench, un banc de test et de développement pour carte mère Framework[38].
- Un boîtier de carte mère en aluminium imprimé en 3D[39],[21].
- Framework-AIO, un boîtier imprimable en 3D qui convertit Framework Laptop en un ordinateur de bureau de style tout-en-un (AIO)[40],[41].
- DIY Triple Screen Laptop, un ordinateur portable ergonomique avec trois écrans (un panneau, et deux écrans iPad Retina )[42],[43].

### Afficher
- Glider, un écran de remplacement E-ink à 60 ips[44].

### Logiciel
- Embedded Controller Modifications, un outil EC qui change les couleurs des LED et la disposition du clavier au niveau du micrologiciel, ainsi qu'une suite d'outils pour parler et manipuler l'EC[45],[46],[47],[48].

### Autres
- Contrôleur de couverture d'entrée de cadre, un contrôleur basé sur RP2040 pour le repose-poignets, se connectant à la matrice du clavier, au pavé tactile, au bouton d'alimentation, aux voyants du capteur d'empreintes digitales, au rétroéclairage du clavier et au voyant CAPS LOCK[49].
- Support réglable pour ordinateur portable [50],[21]

## Soutien technique
La société offre plusieurs moyens de support à ses clients, notamment des articles de base de connaissances, un forum communautaire, des QR Codes sur les produits et les pièces, ainsi qu'un formulaire de demande. Cependant, le support client de l'entreprise suscite des opinions divergentes. D'un côté, il reçoit des critiques positives qui soulignent sa transparence, son honnêteté et son engagement envers le client. D'un autre côté, il fait également l'objet de critiques négatives qui accusent l'entreprise de fermer la porte à certaines demandes. Malgré cette controverse, la société met en place des ressources et des canaux de communication pour aider ses clients, mais il est important de noter qu'il existe des opinions divergentes quant à la qualité de leur support client.

### Pays et régions pris en charge
Le Framework Laptop est disponible à la commande dans plusieurs pays, notamment aux États-Unis, au Canada, au Royaume-Uni, en Allemagne, en France, en Irlande, aux Pays-Bas, en Autriche et en Australie. La société a progressivement étendu sa disponibilité dans ces pays en fonction de la demande et de la complexité logistique. Les précommandes ont été ouvertes dans certains pays à des moments spécifiques, tels que le Royaume-Uni, l'Allemagne et la France en décembre 2021, et l'Irlande, l'Autriche et les Pays-Bas en février 2022. En septembre 2022, les précommandes ont également été ouvertes en Australie, avec les expéditions prévues à partir d'octobre.
Pour les personnes souhaitant acheter le Framework Laptop dans leur région, la société recommande d'attendre le lancement officiel de la société dans cette région avant de passer commande. La société précise que si un service d'importation est utilisé, elle ne pourra pas garantir le support de l'ordinateur portable ni de la garantie associée.

### Linux
En décembre 2021, la société a publié une déclaration demandant aux utilisateurs qui n'utilisent pas Ubuntu 21.04.3+ ou Fedora 35 de rechercher de l'aide auprès de la communauté Linux de Framework pour résoudre les problèmes, plutôt que de contacter le support de Framework. La société précise que seule la compatibilité avec ces distributions a été vérifiée pour le matériel, et qu'elle ne peut garantir la résolution des problèmes liés à d'autres distributions Linux qui ne sont pas spécifiquement prises en charge.
En avril 2022, la société a annoncé le lancement de sa page de compatibilité Linux, qui fournit des informations détaillées sur les distributions officiellement supportées et les fonctionnalités correspondantes[réf. souhaitée].

### Systèmes d'exploitation BSD
Bien que la société ne propose pas de support officiel pour les systèmes d'exploitation BSD, il convient de noter que la Fondation FreeBSD a annoncé en juin 2022 son engagement à assurer une expérience d'exécution de FreeBSD sur le Framework Laptop qui réponde aux attentes de stabilité des utilisateurs de FreeBSD.

## Mouvement pour le droit à la réparation des appareils électroniques

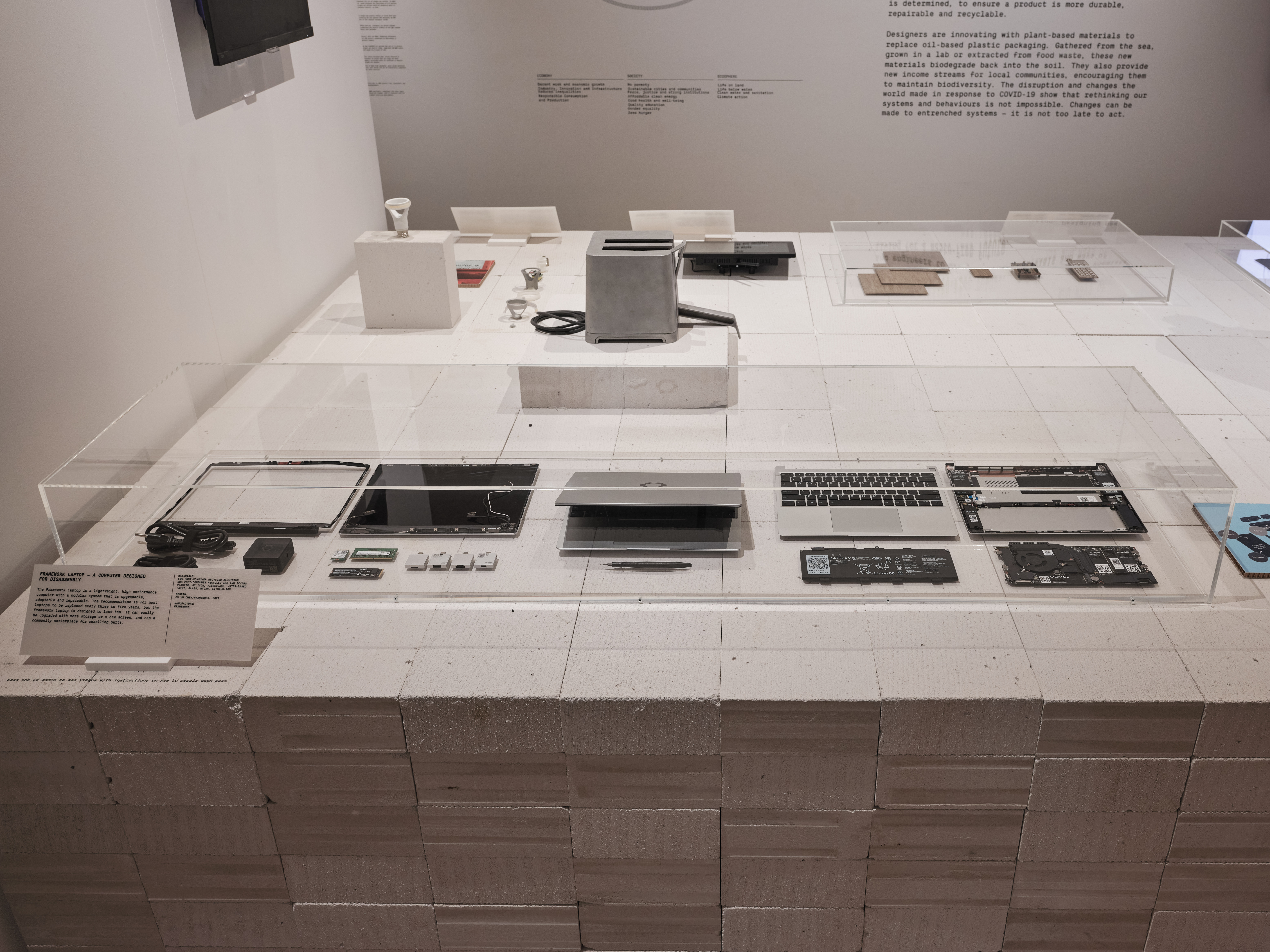
Framework Laptop exposé dans le cadre de l'exposition Waste Age : What can design do? au musée du design de Londres.

En juin 2021, un investisseur en capital-risque soutenant l'entreprise a exprimé : « Dans l'industrie, on considère généralement que rendre les produits réparables les rend plus épais, plus lourds, moins attrayants, moins durables et plus coûteux. Nous sommes là pour prouver que cela est faux et pour réparer l'électronique grand public, une catégorie à la fois. » En octobre 2021, la société a souligné que « le problème principal réside dans l'idée que l'électronique grand public est jetable » et a déclaré lors d'interviews que « le droit à la réparation est d'une importance capitale. C'est en fait un aspect essentiel de notre mission, car de plus en plus de produits sont conçus sans considération pour la réparabilité ».
Framework Laptop a été présenté lors de l'exposition Waste Age: What can Design Do? au Design Museum de Londres, qui s'est déroulée d'octobre 2021 à février 2022. Cette exposition mettait en avant des initiatives de design visant à lutter contre le gaspillage. Le Framework Laptop était un exemple concret de conception durable, mettant en évidence l'approche de l'entreprise en faveur de la durabilité et de la réparabilité des produits électroniques.